# Digelstål
 Der er for få eller ingen kildehenvisninger i denne artikel, hvilket er et problem. Du kan hjælpe ved at angive troværdige kilder til de påstande, som fremføres i artiklen.

Digelstål er stål fremstillet ved at smelte råjern (støbejern), jern og nogle gange stål i en digel. Dette gøres ofte sammen med sand, glas, aske og andre flusmidler. Digelstål blev første gang udviklet i midten af det 1. årtusinde fvt i det sydlige Indien og Sri Lanka ved hjælp af wootz -processen. I det 18. århundredes England udviklede Benjamin Huntsman en industriel fremstillingsproces til digelstål af høj kvalitet, der hjalp med at bane vejen for den industrielle revolution.

## Wootzstål
I oldtiden var det med trækuls- eller kulbrande ikke muligt at producere de meget høje temperaturer, der var nødvendige for at kunne smelte jern eller stål. Råjern med et højere kulstofindhold og dermed et lavere smeltepunkt kunne dog smeltes. Råjernets kulstofindhold kunne reduceres ved at lade smedejern eller stål "ligge i blød" i det flydende råjern i lang tid. Denne reduktion skete i takt med, at kulstoffet diffunderede langsomt ind i jernet, hvilket gjorde begge dele til stål. Digelstål af denne type blev produceret i Sydasien og Centralasien i Middelalderen.
Dette producerede generelt et meget hårdt stål, men også et kompositstål, der var inhomogent, bestående af et stål med meget kulstof (tidligere råjernet) og et stål med lavere kulstof (tidligere smedejern). Dette resulterede ofte i et indviklet mønster, når stålet blev smedet, filet eller poleret, hvoraf de nok mest kendte eksempler er fremstillet af det wootz-stål, der blev brugt i Damaskus-sværd. Stålet havde ofte et meget højere kulstofindhold (som regel i omegnet af 1,5 til 2,0%) og kvalitet (manglende urenheder) sammenlignet med den tids andre metoder til stålproduktion, der skyldtes brugen af flusmidler. Normalvis blev stålet bearbejdet meget lidt og ved relativt lave temperaturer for at undgå enhver afkulning, hot short smuldring eller overdreven diffusion af kulstof.
Som konsekvens af et kulstofindhold i omegnen af støbejerns krævede det ud over luftkøling normalt ingen varmebehandling efter formgivning for at opnå den korrekte hårdhed, og lod sig udelukkende bero på stålets komposition. Stålet med højere kulstofindhold gav en meget hård kant, mens stålet med lavere kulstofindhold var med til at øge sejheden, hvilket hjalp med at mindske risikoen for dannelsen af skår og revner, eller at det knækkede.

## Huntsmans digelstål
I Europa blev digelstål udviklet af Benjamin Huntsman i England i det 18. århundrede. Huntsman brugte koks i stedet for kul eller trækul, og opnåede temperaturer høje nok til at smelte stål og opløse jern. Huntsmans proces adskilte sig fra nogle af wootz-processerne ved, at den brugte længere tid på at smelte stålet og nedkøle det, hvilket dermed gav diffusionen af kulstof mere tid. Huntsmans fremstillingsproces brugte jern og stål som råmaterialer, i form af "blisterstål", fremfor en direkte omdannelse fra støbejern som i puddelprocessen eller den senere Bessemer-proces.
Evnen til at smelte stålet fjernede fuldstændigt enhver inhomogenitet i det, hvilket tillod en jævn opløsning af kulstoffet i det flydende stål og gjorde det tidligere behov for grovsmedning, der forsøgte at opnå det samme resultat, unødvendigt. Samtidig tillod det stål at blive støbt ved at hælde det i forme. Brugen af flusmidler tillod en næsten fuldstændig ekstraktion af urenheder fra væsken, som derefter blot ville flyde ovenpå og blive fjernet. Det tillod at producere det første stål af moderne kvalitet, hvilket bidrog med en metode til effektivt at omdanne overskydende smedejern til brugbart stål. Huntsmans proces øgede i høj grad den europæiske produktion af kvalitetsstål, der var egnet til knive, værktøj og maskiner, hvilket hjalp med at bane vejen for den industrielle revolution.